# Cryptochironomus viridiclava
Cryptochironomus viridiclava är en tvåvingeart som beskrevs av Jean-Jacques Kieffer 1922. Cryptochironomus viridiclava ingår i släktet Cryptochironomus och familjen fjädermyggor.
Artens utbredningsområde är Taiwan. Inga underarter finns listade i Catalogue of Life.